# Босна и Херцеговина на Светском првенству у воденим спортовима 2011.
Босна и Херцеговина је учествовала на Светском првенству у воденим спортовима 2011. у Шангају, у Кини. Такмичили су се само у пливању са укупно троје пливача једним мушкарцем и две жене у 5 дисциплина.
Постављен је национални рекорд БиХ у дисциплини 100 метара прсно за жене. Поставила га је пливачица Ивана Нинковић резултатом 1:14,32 што је боље од старог рекорда који је такође држала за 1,45 сек.

## Пливање

### Мушкарци
| Пливач       | Дисциплина     | Лич. рек. | Групе   | Групе   | Полуфинале       | Полуфинале       | Финале           | Финале           | Детаљи         |
| Пливач       | Дисциплина     | Лич. рек. | Време   | Плас.   | Време            | Плас.            | Време            | Плас.            | Детаљи         |
| ------------ | -------------- | --------- | ------- | ------- | ---------------- | ---------------- | ---------------- | ---------------- | -------------- |
| Енсар Хајдер | 100 м слободно | 50,92     | 51,52   | 49 /108 | Није се пласирао | Није се пласирао | Није се пласирао | Није се пласирао | [ мртва веза ] |
| Енсар Хајдер | 200 м слободно | 2:05,68   | 2:11,99 | 45 / 48 |                  |                  | Није се пласирао | Није се пласирао | [ мртва веза ] |

### Жене
| Пливач         | Дисциплина     | Лич. рек. | Групе      | Групе   | Полуфинале        | Полуфинале        | Финале            | Финале            | Детаљи         |
| Пливач         | Дисциплина     | Лич. рек. | Време      | Плас.   | Време             | Плас.             | Време             | Плас.             | Детаљи         |
| -------------- | -------------- | --------- | ---------- | ------- | ----------------- | ----------------- | ----------------- | ----------------- | -------------- |
| Бранка Врањеш  | 100 м слободно | 1:00,51   | 1:00,40 ЛР | 53 / 79 | Није се пласирала | Није се пласирала | Није се пласирала | Није се пласирала | [ мртва веза ] |
| Бранка Врањеш  | 200 м слободно | 2:09,63   | 2:09,64    | 42 / 52 | Није се пласирала | Није се пласирала | Није се пласирала | Није се пласирала | [ мртва веза ] |
| Ивана Нинковић | 200 м прсно    | 1:15,77   | 1:14,32 НР | 37 / 46 | Није се пласирала | Није се пласирала | Није се пласирала | Није се пласирала | [ мртва веза ] |

## Биланс медаља
| Ранг | Држава              | Злато | Сребро | Бронза | Укупно |
|      | Босна и Херцеговина | 0     | 0      | 0      | 0      |